# Кондрук Валерій Петрович
Вале́рій Петро́вич Ко́ндрук (народився 8 січня в Івано-Франківській області, Снятинський район в с. Новоселиця) — український громадський діяч, лідер Громадського руху «Разом із тобою», Співзасновник організації «Спілка українських підприємців» СУП  , підприємець та інвестор.
Заслужений працівник соціальної сфери України.
Майстер спорту з легкої атлетики. 
Марафонець, володар нагороди World Marathon Majors.

## Біографія
Валерій Кондрук народився 8 січня в с. Новоселиця Снятинського району Івано-Франківської області в родині вчителів.
У 1982 році закінчив Київський технікум громадського харчування [Архівовано 24 липня 2019 у Wayback Machine.]. 
У 1990 році закінчив Київський національний торговельно-економічний університет за спеціальністю «Технологія і організація громадського харчування».
У 2007 році закінчив Київський національний економічний університет імені Вадима Гетьмана за спеціальністю «Економіка підприємств».
У 2008 році закінчив Національну академію державного управління при Президентові України за спеціальністю «Управління суспільним розвитком».
Трудову діяльність розпочав на Броварському комбінаті громадського харчування на Київщині. Пройшов тут шлях від механіка з обладнання до директора об'єднання № 1. 
З 1995 по 1997 рр. — заступник президента правління компанії «Росток Фуд мед». В 1997 році заснував фармацевтичну компанію "Артур-К", де займав посаду — президента компанії до переходу на державну службу.
У березні 2005 року призначений на посаду заступника голови Київської обласної державної адміністрації.
За часи роботи на посаді опікувався питаннями соціальної та гуманітарної політики: здоров'я[недоступне посилання з липня 2019], освіти[недоступне посилання з липня 2019]і культури, благодійності[недоступне посилання з липня 2019] та інвестицій.
З квітня 2010 року очолював Громадський рух «Разом із тобою» та був почесним головою громадської організації «Здорова Київщина». 
До 2018 року обіймав посаду президента групи компаній «Фармпланета».
З 2019 року громадський діяч, підприємець та інвестор.

## Нагороди та відзнаки
У 2006 році Президентом України Валерію Кондруку присвоєно почесне звання «Заслужений працівник соціальної сфери України». 
7 жовтня 2017 року отримав нагороду ABBOTT WORLD MARATHON MAJOR 6 STARS 

## Родина
Одружений. Має двох доньок та сина.

## Громадська діяльність
- Березень 2009 р. — обраний почесним головою Фонду «Милосердя і здоров'я» [Архівовано 24 липня 2019 у Wayback Machine.].
- Травень 2009 р. — обраний почесним головою громадської організації «Освітянська Трибуна» [Архівовано 28 червня 2010 у Wayback Machine.].
- Листопад 2009 р. — лідер Громадського руху «Разом із тобою»  [Архівовано 5 березня 2016 у Wayback Machine.]
- Квітень 2010 р. — обраний почесним головою громадської організації «Здорова Київщина».
- Квітень 2016 р. — співзаснування організації «Спілка українських підприємців». [Архівовано 20 липня 2019 у Wayback Machine.]